# ウーショ
ウーショ(イタリア語: Uscio)は、イタリア共和国リグーリア州ジェノヴァ県にある、人口約2,200人の基礎自治体（コムーネ）。

## 地理

### 位置・広がり

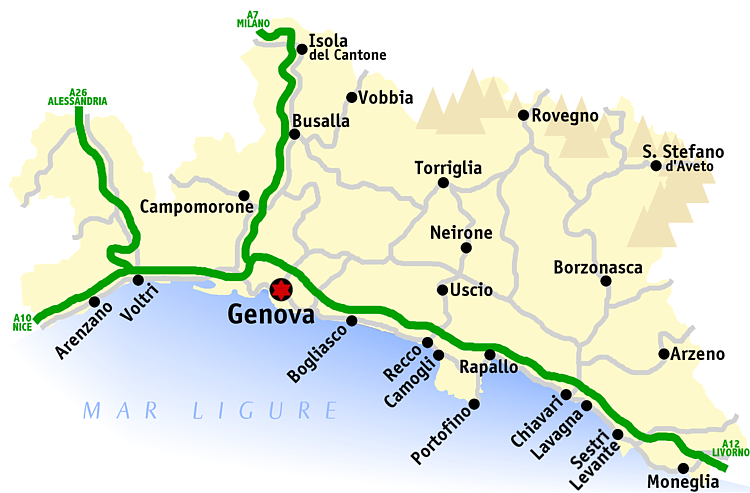
ジェノヴァ県概略図

#### 隣接コムーネ
隣接するコムーネは以下の通り。
- アヴェーニョ
- ルマルツォ
- ネイローネ
- ソーリ
- トリボーニャ

### 地震分類
イタリアの地震リスク階級 (it) では、3 に分類される
。

## 行政

### 分離集落
ウーショには、以下の分離集落（フラツィオーネ）がある。
- Calcinara, Terrile